# Казанђол
Казанђол је кањон који сече Врањска река у стени између планина Пљачковице и Крстиловице, у њему има неколико великох вирова (казана), водопада и на десетине слапова. Терен је oбележен од стране извиђача и прилагођен је за излете.

## Локација
Кањон Врањске реке налази се надомак Врања, у стенама између планина Пљачковице и Крстиловице. Постоји пешачка стаза кроз кањон, од зграде општине до подножја средњовековног утврђења Марково кале. Захваљујући раду планинарског клуба Железничар, 2006. године уређена је пешачка стаза.

## Гаврило Принцип
Крајем пролећа 1912. године, Гаврило Принцип обрео се у Врању. Окупило се ту још неколико припадника Младе Босне и у Казанђолу су имали борбену обуку. Ту је Гаврило овладао руковањем камом, пиштољем и ручном бомбом. Након обуке са инструкторима Михајлом Стевановићем Цупаром и Ацом Благојевићем, Гаврило се са осталим припадницима Младе Босне запутио за Београд.
Принцип је једно време у Врању становао и у кући у сокаку на периферији града који се данас зове Улица Гаврила Принципа.

## Галерија
- Планина Пљачковица
- Доњи казан водопада
- Горњи казан
- Поглед на горњи казан из птичје перспективе
- Један од слапова
- Део последњег слапа и кањон
- Кањон Врањске реке изнад водопада
- Водопад у кањону
- Кањон
- Кањон
- Кањон
- Кањон
- Кањон
- Кањон